# Гази Челеби
Гази Челеби (тур. Gazi Çelebi; итал. Zalabi; ум. 1322 или между 1324—1332) — последний правитель бейлика Перванэогулларов со столицей в Синопе. В генуэзских источниках его называют Залаби.
Гази Челеби успешно вёл морские войны с генуэзцами и греками Трапезунда. Не имея сыновей, он признал суверенитет Сулеймана Джандарида, чтобы обеспечить безопасность земель бейлика после своей смерти.

## Биография

Территория бейлика Перванэогулларов:
1 - первоначальная территория (1277),
2 - Мехмед ненадолго занял Кастамону (1295),
3 - Масуд захватил Бафру и Самсун.Гази Челеби управлял территориями 1 и 3.

Происхождение Гази Челеби остаётся предметом споров. В XV веке Языджизаде Али писал, что одному из сыновей сельджукского султана Масуда были пожалованы Симре, Кедайра и Синоп. В сочетании с тем, что отец Гази на его надгробном памятнике назван Масудом, возникла версия о том, что он из сельджукидов. Ибн Баттута, посетивший Синоп в 1332 году, называл Челеби сыном Мюинеддина Сулеймана Перванэ. Однако Гази по возрасту не мог быть сыном Перванэ, но сын Перванэ означает не только сына, но и другого потомка. Если бы отец Гази был султаном, то в надписи на могиле это было бы отражено, но там написано только, что «это могила Гази Челеби, сына Масуда Челеби». По мнению Е. Захариаду, исламские источники о Челеби не достоверны, и единственно верную информацию о нём можно найти в генуэзских источниках, где его называли Залаби.
Скорее всего Гази Челеби был сыном Масуда бен Али бен Сулейман Перванэ, который в 1298 году был похищен генуэзцами и выкуплен за 900 000 динаров. В 1300 году Масуд умер, и Гази Челеби стал эмиром Синопа. Он изгнал из своих владений генуэзцев, которые обосновались в Синопе и образовали колонию, а также напал на некоторые другие генуэзские колонии. Таким образом, Челеби отомстил за своего отца. Согласно Е. Захариаду эти данные получены из анонимного источника от 1308 года. Однако А. Пикок утверждал, что  первые сообщения о Гази Челеби относятся к 1313 году, когда он изгнал генуэзцев из Синопа в отместку за похищение Масуда.
Гази Челеби заключил соглашение с императором Трапезунда Алексеем II и нанёс поражение генуэзскому флоту у Каффы в 1313 году. В Крыму после этого рейда генуэзцы понесли ущерб, который  был оценён в 250 тысяч комнинских аспров. В начале 1313 года Челеби располагал не менее чем 8 галерами (у С. Карпова написано про 9 галер). Это значительно превосходило флот других современных ему анатолийских туркменских беев. Например, знаменитый морскими набегами Умур из Смирны построил первую галеру лишь через 20 лет. В 1314 году Гази Челеби повторил набег на Крым, но в этот раз он оказался менее удачлив, поскольку понёс потери, и, тем не менее, захватил 4 генуэзских судна и нанёс торговле в Каффе урон. В 1315 году Гази Челеби изгнал из Синопа греческого епископа, что может свидетельствовать об ухудшении отношений с Трапезундом. Отношения Синопа с генуэзцами особенно осложнились после 1317 года. В 1319 году Челеби рассердился на то, что  венецианцы заключили союз с византийским императором Андроником II и императором Трапезунда Алексеем II. Он напал на Трапезунд и поджёг город. В 1322 году Гази Челеби отбил нападение генуэзцев на Синоп и пленил капитана генуэзского флота. Желая сорвать соглашения венецианцев с Трапезундом, зимой 1321—1322 года он захватил Романо Морозини, капитана венецианской галеры, возвращавшейся из Трапезунда.
У Челеби не было сына. Согласно аль-Умари, в последние годы своей жизни он решил признать суверенитет соседнего правителя, Сулеймана Джандарида, чтобы обеспечить безопасность земель. Во время охоты Гази Челеби ударился головой о дерево и умер. После смерти бея Синопом некоторое время управляла его дочь, а затем город был присоединён к бейлику Джандаридов. Управлять Синопом Сулейман назначил своего сына, Ибрагима. Могила Гази Челеби находится в Синопе, в медресе его прадеда, Муинуддина Сулеймана. Языджизаде в XV веке писал, что один из синопских сипахиев утопил дочь Челеби, чтобы захватить город, и тогда Ибрагим вторгся в Синоп.

## Смерть
Большинство источников датируют смерть Гази Челеби 1322 годом. Об этом же свидетельствует и надпись на его могиле. Тем не менее есть версия, предложенная В. Хейдом и поддержанная Е. Захариаду и К. Каэном, что он был жив в 1324 году. В апреле 1323 года или в 1324 году десять генуэзских галер под командованием Карло Гримальди отправились к Пере. Гвельфы из Генуи хотели принудить гибеллинов в Пере подчиниться. Миссия Гримальди была провалена, поскольку Пера выставила больший флот. Тогда Гримальди договорился с неким Гази Челеби о помощи. Но тот заключил другой договор с гибеллинами Перы и, когда Гримальди с капитанами прибыли в Синоп, он захватил их в плен. При этом некоторые из гостей были убиты. Галеры Челеби потопил, смогли спастись только три или две. Одна из них позже была схвачена генуэзцами Перы, оставшиеся доплыли до Генуи. В следующем году генуэзцы предприняли неудачную попытку восстановить отношения с Челеби, который в ответ захватил несколько их кораблей. Гримальди несколько лет томился в тюрьмах Синопа, пока его не выкупили. Сторонники этой версии датировали смерть Гази Челеби либо после 1324 года, либо примерно 1330 годом. Точно известно, что к 1332 году, когда Синоп посетил Ибн Баттута, Гази был мёртв.
Однако генуэзские хроники называли правителя Синопа 1323—1324 годов просто «Залаби» (Челеби). Залаби могло быть просто титулом. Возможно, что «Залаби»  после 1322 года назывался преемник Гази Челеби. Это мог быть и Ибрагим Джандарид, и тот неназванный сипахий, о котором писал Языджизаде.

## Личность
По словам Е. Захариаду «Челеби уже был полулегендарной фигурой, когда Ибн Баттута посетил Анатолию в 1332—1333 годах». Ибн Баттута отмечал, что Гази Челеби был храбрым воином. По словам Ибн Баттуты Гази был очень хорошим ныряльщиком и пловцом и мог оставаться под водой в течение длительного времени. Во время морских сражений он нырял в воду с железным прутом в руке и пробивал днища вражеских судов. Гази Челеби в больших количествах потреблял гашиш, что, возможно послужило причиной несчастного случая на охоте, приведшего к его смерти. О пленении им и убийстве гостей сообщали итальянские источники. Это закрепило за Гази Челеби репутацию изверга. По словам К. Каэна «ему приписывают отсутствие угрызений совести и дерзость».